# Karmen Pál-Baláž
Karmen Pál-Baláž (* 23. května 1998, Rožňava) je slovenská zpěvačka, zpívající ve slovenštině a maďarštině. Byla jednou z finalistek 5. řady soutěže Česko Slovenská SuperStar v roce 2018, kde se umístila na celkovém 3. místě. V roce 2019 vydala debutové studiové album Kúzlo.

## Život
Karmen Pál-Baláž pochází z muzikantské rodiny a k hudbě tíhla od útlého věku, v čemž ji podporoval zejména otec, kterému mimo jiné vypomáhala zvučit koncerty i známých kapel. S prakticky rodinnou kapelou vystupovala již na základní škole, následně absolvovala obchodní akademii a hudbě se věnovala prakticky celý svůj volný čas.

## Kariéra
Karmen Pál-Baláž se v roce 2017 zúčastnila maďarské verze pěvecké soutěže X-Factor, o rok později soutěže Česko Slovenská SuperStar, kde ve finále jako nejvýše umístěná zástupce Slovenska dosáhla na 3. místo. Následně se účastnila turné se skupinou PEHA, později Acoustic Nights. V roce 2019 předskakovala mezinárodně proslulé maďarské skupině Omega.
V říjnu 2019 vydala své debutové album Kúzlo, produkované zpěvákem Adamem Ďuricou a Adrianou Pusztovou. Singl Anjel dosáhl úspěchu ve slovenských rádiích, kde se v dubnu 2019 stal vůbec nejhranější slovenskou skladbou, v konkurenci zahraničních písní mu patřilo celkové 10. místo. Anjel se stal zároveň nejúspěšnějším videoklipem zpěvačky; do prosince 2024 na YouTube dosáhl téměř 6,6 milionu zhlédnutí. Na písni Nádej spolupracovala se zpěvačkou Celeste Buckingham.
V roce 2021 Karmen Pál-Baláž začala hrát se svou novou kapelou a vydala singl Nie je to len mnou, kterou pro zpěvačku složil Ján Kmec. Následně se přihlásila do další talentové soutěže v Maďarsku, kde postoupila do finálových kol. V dubnu 2023 vydala coververzi písně Egyszer (maďarsky), o tři měsíce později pak další singl Pripútaná, kde byla poprvé autorkou textu i hudby. V roce 2024 jí vyšly další tři pozitivně laděné a motivační singly: Dám si šancu, V tento deň a Zázrak, na nichž se podílelo autorské duo Kamil Peteraj a Martin Kavulič.

## Diskografie

### Studiová alba
- Kúzlo (2019)

### Singly
- Anjel (2019)
- Nádej (2019)
- Púšťam ťa (2019)
- Nie je to len mnou (2021)
- Egyszer (2023)
- Pripútaná (2023)
- Dám si šancu (2024)
- V tento deň (2024)
- Zázrak (2024)